# Navröd
Navröd är ett naturreservat i Sjöbo kommun.
Reservatet avsattes för att skydda de ornitologiska värdena. Ett flertal fågelarter som vildgäss, sjö- och rovfåglar använder området både som rastplats och för övervintring. Reservatet består till största delen av öppna betesmarker. Den östra delen består av torra sandsluttningar, och i de fuktigare partierna i väster begränsas reservatet av en kanal. På senhösten och snöfria vintrar kan gäss som bläsgås, grågås och sädgås ses och i luften syns rovfåglar som blå kärrhök, havsörn och kungsörn.
Den norra delen av Navröd, stranden utmed Sövdesjön, är även natura 2000-område.

## Fågelfauna

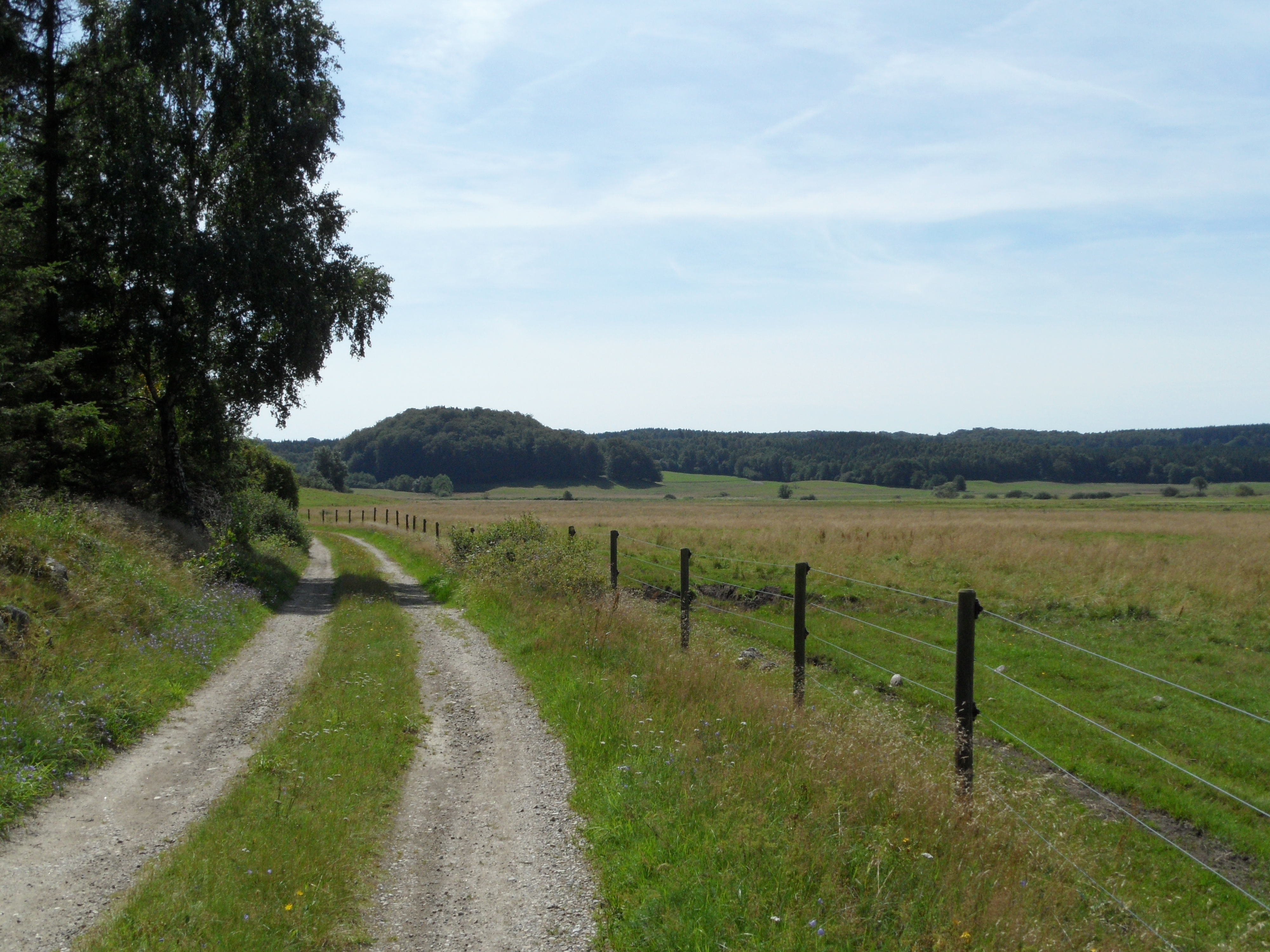
Södra delen av Navröds beteslandskap.

I reservatet och kring Sövdesjön häckar bland annat grågås, trädlärka, törnskata, röd glada och spillkråka. Tillfälligt häckar även havsörn (NT), nattskärra (NT) och sångsvan i området. Av de fåglar som använder Navröd som rastplats finns bivråk (VU), bläsgås, brun kärrhök, brushane (VU), dvärgmås, fiskgjuse, grönbena, rördrom (NT), salskrake, skräntärna (VU), svarttärna (VU), storspov (VU), sädgås (NT) och vitkindad gås. Både blå kärrhök och kungsörn (NT) övervintrar i området.
Fågelarter som är rödlistade enligt 2010-års klassificering har kategorin inom parentes efter namnet.

## Vägbeskrivning
På riksväg 13 vid skogskanten söder om flygrakan vid Sjöbo svänger man av mot Sövdeborgs slott. När man har passerat slottet svänger man till vänster för att efter cirka 600 m ta av till höger på grusvägen in på Snogeholms strövområde. Följ därefter vägbeskrivningen på strövömrådets informationstavla som är vid infarten.